# Volleyball Challenger Cup femminile 2024
La Volleyball Challenger Cup 2024, 5ª edizione dell'omonima competizione femminile di pallavolo, si è svolta dal 4 al 7 luglio 2024 a Manila, nelle Filippine: al torneo hanno partecipato otto squadre nazionali e la vittoria finale è andata per la prima volta alla Rep. Ceca.

## Impianti
|                                                                          |  |  |
|                                                                          |  |  |
| Ninoy Aquino Stadium Città: Manila Capienza: 6 000 Anno d'apertura: 1989 |  |  |

## Formula
La formula ha previsto quarti di finale, semifinali, finale per il terzo posto e finale.

## Squadre partecipanti
| Squadra    | Qualificazione                     | Ultima partecipazione          |
| ---------- | ---------------------------------- | ------------------------------ |
| Argentina  | 2ª nel ranking CSV                 | Volleyball Challenger Cup 2019 |
| Belgio     | 13ª nel FIVB World Rankings        | Volleyball Challenger Cup 2022 |
| Filippine  | Paese organizzatore                | Debutto                        |
| Kenya      | 1ª nel ranking CAVB                | Volleyball Challenger Cup 2023 |
| Porto Rico | 1ª alla NORCECA Final Four 2023    | Volleyball Challenger Cup 2022 |
| Rep. Ceca  | 2ª all'European Golden League 2024 | Volleyball Challenger Cup 2022 |
| Svezia     | 1ª all'European Golden League 2024 | Volleyball Challenger Cup 2023 |
| Vietnam    | 1ª all'AVC Challenge Cup 2024      | Volleyball Challenger Cup 2023 |

## Torneo
|  | Quarti di finale | Quarti di finale |            |           | Semifinali | Semifinali |         |                 | Finale          | Finale |  |
|  |                  |                  |            |           |            |            |         |                 |                 |        |  |
|  | Filippine        | 0                |            |           |            |            |         |                 |                 |        |  |
|  | Filippine        | 0                |            |           |            |            |         |                 |                 |        |  |
|  | Vietnam          | 3                |            |           |            |            |         |                 |                 |        |  |
|  | Vietnam          | 3                |            | Vietnam   | 0          |            |         |                 |                 |        |  |
|  |                  |                  |            | Vietnam   | 0          |            |         |                 |                 |        |  |
|  |                  |                  | Rep. Ceca  | 3         |            |            |         |                 |                 |        |  |
|  | Rep. Ceca        | 3                | Rep. Ceca  | 3         |            |            |         |                 |                 |        |  |
|  | Rep. Ceca        | 3                |            |           |            |            |         |                 |                 |        |  |
|  | Argentina        | 0                |            |           |            |            |         |                 |                 |        |  |
|  | Argentina        | 0                |            | Rep. Ceca | 3          |            |         |                 |                 |        |  |
|  |                  |                  |            |           |            |            |         |                 |                 |        |  |
|  |                  |                  | Porto Rico | 1         |            |            |         |                 |                 |        |  |
|  | Belgio           | 3                | Porto Rico | 1         |            |            |         |                 |                 |        |  |
|  | Belgio           | 3                |            |           |            |            |         |                 |                 |        |  |
|  | Svezia           | 0                |            |           |            |            |         |                 |                 |        |  |
|  | Svezia           | 0                |            | Belgio    | 0          |            |         | Finale 3º posto | Finale 3º posto |        |  |
|  |                  |                  |            | Belgio    | 0          |            |         |                 |                 |        |  |
|  |                  |                  | Porto Rico | 3         |            |            |         |                 |                 |        |  |
|  | Porto Rico       | 3                | Porto Rico | 3         |            |            | Vietnam | 3               |                 |        |  |
|  | Porto Rico       | 3                |            |           |            |            | Vietnam | 3               |                 |        |  |
|  | Kenya            | 0                |            |           | Belgio     | 1          |         |                 |                 |        |  |

### Quarti di finale
| 4 luglio 2024 Ninoy Aquino Stadium, Manila Durata: 1h:22 - Spettatori: 129   | Porto Rico | 3 - 0 | Kenya     | 25-20, 25-19, 27-25 |
| 4 luglio 2024 Ninoy Aquino Stadium, Manila Durata: 1h:15 - Spettatori: 239   | Belgio     | 3 - 0 | Svezia    | 25-16, 25-23, 25-22 |
| 5 luglio 2024 Ninoy Aquino Stadium, Manila Durata: 1h:16 - Spettatori: 988   | Rep. Ceca  | 3 - 0 | Argentina | 25-15, 25-22, 25-16 |
| 5 luglio 2024 Ninoy Aquino Stadium, Manila Durata: 1h:15 - Spettatori: 5 022 | Filippine  | 0 - 3 | Vietnam   | 14-25, 22-25, 21-25 |

### Semifinali
| 6 luglio 2024 Ninoy Aquino Stadium, Manila Durata: 1h:11 - Spettatori: 450 | Belgio  | 0 - 3 | Porto Rico | 19-25, 15-25, 16-25 |
| 6 luglio 2024 Ninoy Aquino Stadium, Manila Durata: 1h:08 - Spettatori: 681 | Vietnam | 0 - 3 | Rep. Ceca  | 19-25, 14-25, 19-25 |

### Finale 3º posto
| 7 luglio 2024 Ninoy Aquino Stadium, Manila Durata: 1h:38 - Spettatori: 502 | Vietnam | 3 - 1 | Belgio | 25-23, 23-25, 25-20, 25-17 |

### Finale
| 7 luglio 2024 Ninoy Aquino Stadium, Manila Durata: 1h:43 - Spettatori: 856 | Rep. Ceca | 3 - 1 | Porto Rico | 25-23, 25-20, 18-25, 25-18 |

## Classifica finale
| Pos     | Squadra    | Rosa |
| ------- | ---------- | --- |
| Oro     | Rep. Ceca  | Formazione: 1 Kneiflová, 4 Pavlová, 6 Havelková, 7 Bukovská, 8 Koulisiani, 9 Digrinová, 10 Valková, 11 Dostálová, 15 Jehlářová, 16 Mlejnková, 17 Faltínová, 20 Grabovská, 22 Orvošová, 25 Brancuská, CT: Athanasopoulos                              |
| Argento | Porto Rico | Formazione: 1 Walker, 2 Venegas, 3 León, 5 W. Rivera, 6 Nogueras, 10 Reyes, 12 Ortiz, 13 S. Rivera, 16 Santiago, 17 Champion, 18 Hernández, 23 López, CT: Nuñez                                                                                      |
| Bronzo  | Vietnam    | Formazione: 1 Thị Trà My, 3 Thị Thanh Thúy, 6 Thị Yến, 8 Thanh Thúy, 10 Thị Bích Tuyền, 11 Thị Kiều Trinh, 12 Khánh Đang, 14 Thị Kim Thoa, 15 Thị Trinh, 16 Thị Như Quỳnh, 18 Thị Hiền, 19 Thị Lâm Oanh, 20 Tú Linh, 23 Thị Trà Giang, CT: Tuấn Kiệt |
| 4       | Belgio     | Formazione: 1 Bertels, 2 Van Sas, 9 Demeyer, 10 Martin, 11 Waelkens, 14 Van Geertruyden, 15 Humblet, 17 Cos, 18 Rampelberg, 20 Fransen, 21 Stragier, 22 Koulberg, 23 Debouck, CT: Vansnick                                                           |
| 5       | Kenya      | Formazione: 1 Mutinda, 2 Oluoch, 3 Owino, 4 Kasaya, 5 Chepchumba, 6 Barasa, 7 Misoki, 8 Atuka, 13 Namutira, 14 Jeruto, 15 Kaei, 16 Kundu, 18 Siangu, 19 Mukuvilani, CT: Munala                                                                       |
| 6       | Svezia     | Formazione: 3 L. Andersson, 5 Malm, 7 Hedda Broberg, 11 Lazić, 12 Gustafsson, 13 Brink, 15 Van Leusen, 16 V. Andersson, 17 Haak, 18 J. Nilsson, 19 Lindberg, 20 S. Nilsson, 25 E. Andersson, CT: Bregoli                                             |
| 7       | Filippine  | Formazione: 1 Nisperos, 2 Sharma, 3 Gandler, 4 Belen, 5 Macandili, 6 Coronel, 11 Morado, 12 Canino, 13 Palomata, 16 Panique, 17 Gagate, 18 Rondina, 22 Nunag, 23 Galanza, CT: de Brito                                                               |
| 8       | Argentina  | Formazione: 1 Rodríguez, 2 Balagué, 3 Nizetich, 6 Bertolino, 7 Pérez, 9 Cugno, 10 Bulaich, 11 Farriol, 14 Mayer, 15 Fortuna, 17 Herrera, 18 Bednarek, 19 Graff, 20 Pelozo, CT: Morando                                                               |

|  | Promossa in Volleyball Nations League 2025. |

## Statistiche
| Rendimento individuale | Rendimento individuale | Rendimento individuale | Rendimento individuale |
| Pos.                   | Nome                   | Punti                  | Squadra                |
| ---------------------- | ---------------------- | ---------------------- | ---------------------- |
| 1                      | Nguyễn Thị Bích Tuyền  | 77                     | Vietnam                |
| 2                      | Gabriela Orvošová      | 54                     | Rep. Ceca              |
| 3                      | Grace López            | 52                     | Porto Rico             |
| 4                      | Michaela Mlejnková     | 38                     | Rep. Ceca              |
| 5                      | Manon Stragier         | 37                     | Belgio                 |

| Attacchi vincenti | Attacchi vincenti     | Attacchi vincenti | Attacchi vincenti |
| Pos.              | Nome                  | Punti             | Squadra           |
| ----------------- | --------------------- | ----------------- | ----------------- |
| 1                 | Nguyễn Thị Bích Tuyền | 73                | Vietnam           |
| 2                 | Grace López           | 50                | Porto Rico        |
| 3                 | Gabriela Orvošová     | 47                | Rep. Ceca         |
| 4                 | Michaela Mlejnková    | 35                | Rep. Ceca         |
| 5                 | Paola Santiago        | 33                | Porto Rico        |

| Muri vincenti | Muri vincenti       | Muri vincenti | Muri vincenti |
| Pos.          | Nome                | Punti         | Squadra       |
| ------------- | ------------------- | ------------- | ------------- |
| 1             | Britt Fransen       | 12            | Belgio        |
| 2             | Magdaléna Jehlářová | 9             | Rep. Ceca     |
| 3             | Ela Koulisiani      | 8             | Rep. Ceca     |
| 4             | Helena Havelková    | 7             | Rep. Ceca     |
| 5             | Đoàn Thị Lâm Oanh   | 6             | Vietnam       |

| Battute vincenti | Battute vincenti     | Battute vincenti | Battute vincenti |
| Pos.             | Nome                 | Punti            | Squadra          |
| ---------------- | -------------------- | ---------------- | ---------------- |
| 1                | Wilmarie Rivera      | 4                | Porto Rico       |
| 2                | Diana Reyes          | 2                | Porto Rico       |
| 2                | Neira Ortiz          | 2                | Porto Rico       |
| 2                | Paola Santiago       | 2                | Porto Rico       |
| 2                | Grace López          | 2                | Porto Rico       |
| 2                | Nel Demeyer          | 2                | Belgio           |
| 2                | Lien Van Geertruyden | 2                | Belgio           |
| 2                | Ela Koulisiani       | 2                | Rep. Ceca        |
| 2                | Gabriela Orvošová    | 2                | Rep. Ceca        |
| 2                | Trần Thị Thanh Thúy  | 2                | Vietnam          |
| 2                | Lê Thanh Thúy        | 2                | Vietnam          |
| 2                | Hoàng Thị Kiều Trinh | 2                | Vietnam          |